# Сакрална архитектура
Сакрална зграда (из латинског Sacer – „свети“) (светиња) је грађевина која служи за религиозне или ритуалне сврхе. Постоји много различитих врста нпр. у хришћанској сакралној архитектури које служе за поштовање и хвалу Бога- може да се односи на катедралу, цркву, капелу, капелицу или крст уз пут. Функционалност сакралних објеката подређена је симболичној улози коју храмови имају. Због великог духовног значаја верске грађевине су најбоље очувани архитектонски објекти. 

## Духовни аспекти верске архитектуре
Света или верска архитектура се понекад назива светим простором.
Архитекта Норман Л. Кунс је сугерисао да је циљ сакралне архитектуре да учини „транспарентном границу између материје и ума, тела и духа“. Говорећи о сакралној архитектури, протестантски свештеник Роберт Шулер The Hour of Power broadcast later continued in the Crystal Cathedral. је сугерисао да „би била психолошки здрава, људска бића морају да искусе своје природно окружење – окружење за које смо дизајнирани, а то је башта“. У међувремену, Ричард Кикефер сугерише да је улазак у верску зграду метафора за улазак у духовни однос. Кикефер сугерише да се свети простор може анализирати помоћу три фактора који утичу на духовни процес: лонгитудинални простор наглашава процесију и враћање сакраменталних чинова, простор гледалишта сугерише на проглашење и одговор, а нови облици заједничког простора дизајнирани за окупљање и повратак зависе од великог степен на минимизираној скали како би се побољшала интимност и учешће у богослужењу. Научник религиозних студија Џорџ Калијан потврђује да је „свети простор место где трансцендентно постаје иманентно и где посвећеник може приступити Богу“.